# Viča Sela
Viča Sela – wieś w Chorwacji, w żupanii krapińsko-zagorskiej, w gminie Krapinske Toplice. W 2011 roku liczyła 189 mieszkańców.